# Estil xorigueresc

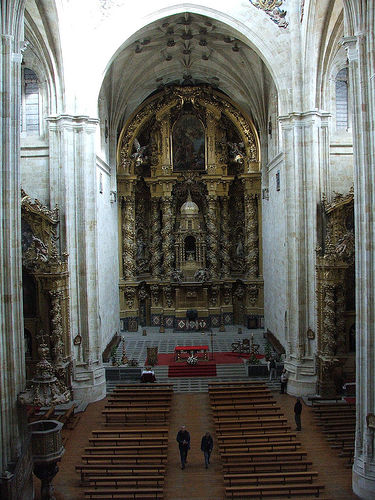
El retaule del convent de San Esteban a Salamanca, obra de José Benito Xoriguera.

L'estil xorigueresc, o xoriguerisme, és una modalitat arquitectònica de l'època del barroc espanyol; va arribar fins als territoris de la Nova Espanya, on es coneix com a barroc mexicà.
Aquest terme prové del cognom Xoriguera, llinatge d'arquitectes i escultors d'origen català, el primer dels quals, Josep Simó Xoriguera i Elies, es traslladà a viure a Madrid, on castellanitzà el seu cognom com a Churriguera. L'obra dels Xoriguera, o Churriguera, es caracteritza per la seva decoració recarregada. Per extensió, el terme s'ha utilitzat per denominar el barroc espanyol del primer terç del segle xviii. S'entenien per xorigueresques totes aquelles arquitectures que posseïen un moviment marcat i una ornamentació bigarrada, sobretot en els retaules. Barreja d'elements gòtics, platerescs i pròpiament barrocs, és la variant de l'art barroc que presenta més ornamentació.
El primer exponent d'aquest estil artístic va ser José Benito Xoriguera (1665-1725), fill de Josep Simó Xoriguera i Elies. Format amb el seu pare com a muntador de retaules, es va fer conèixer com a autor de retaules importants, per a esglésies de Salamanca, Madrid, Valladolid… alguns dels quals han desaparegut.

## Obres d'estil xorigueresc
- Retaule de l'església de San Esteban a Salamanca.
- Conjunt del Nuevo Baztán a Madrid.
- Cor de la Catedral Nova de Salamanca.
- Plaza Mayor de Salamanca.
- A Mèxic, l'obra cimera de l'estil xorigueresc es considera l'Altar dels Reis de la Catedral Metropolitana de la Ciutat de Mèxic; un altre exemple en són les portades del Sagrari Metropolità, annex a la mateixa catedral.